# Nederlandse kampioenschappen atletiek 1952
In het Olympische jaar 1952 werden de Nederlandse kampioenschappen atletiek gehouden op 28 en 29 juni op de Nenijto-baan in Rotterdam. De organisatie lag in handen van de KNAU afdeling Zuid-Holland. De weersomstandigheden waren zonnig en warm. 
Op 12 juli werden op de Nenijto-baan in Rotterdam het NK op de onderdelen 200 m horden, 3000 m steeple chase en kogelslingeren gehouden.
Het NK-marathon werd op 14 september gehouden in Hilversum en georganiseerd door de Gooise Athletiek Club ter gelegenheid van haar 25-jarig bestaan.
De Nederlandse kampioenschappen tienkamp (heren) en vijfkamp (dames) werden op 13 en 14 september gehouden in het Red-Band Sportpark in Roosendaal. 

## Uitslagen

### 100 m
| rang   | atleet    | prestatie |
| ------ | --------- | --------- |
| Goud   | Theo Saat | 10,5 s    |
| Zilver | H. Griek  | 10,6 s    |
| Brons  | J. Kooy   | 10,7 s    |

| rang   | atlete              | prestatie |
| ------ | ------------------- | --------- |
| Goud   | Fanny Blankers-Koen | 11,4 s    |
| Zilver | Puck Brouwer        | 11,6 s    |
| Brons  | Gré de Jongh        | 12,0 s    |

### 200 m
| rang   | atleet     | prestatie |
| ------ | ---------- | --------- |
| Goud   | Theo Saat  | 21,6 s    |
| Zilver | Jo Zwaan   | 22,2 s    |
| Brons  | J.M. Greep | 22,2 s    |

| rang   | atlete              | prestatie |
| ------ | ------------------- | --------- |
| Goud   | Fanny Blankers-Koen | 23,7 s    |
| Zilver | Puck Brouwer        | 23,9 s    |
| Brons  | Gré de Jongh        | 25,0 s    |

### 400 m
| rang   | atleet          | prestatie |
| ------ | --------------- | --------- |
| Goud   | B. Verweij      | 49,8 s    |
| Zilver | Chris Smildiger | 50,3 s    |
| Brons  | Frans Buys      | 50,6 s    |

### 800 m
| rang   | atleet         | prestatie |
| ------ | -------------- | --------- |
| Goud   | Frits Wolsink  | 1.56,7    |
| Zilver | Jan Rem        | 1.58,2    |
| Brons  | Antoon Jonkers | 1.58,3    |

### 1500 m
| rang   | atleet            | prestatie |
| ------ | ----------------- | --------- |
| Goud   | Hans Harting      | 3.56,5    |
| Zilver | Stada             | 3.59,0    |
| Brons  | Loet Hochstenbach | 4.01,2    |

### 5000 m
| rang   | atleet                | prestatie |
| ------ | --------------------- | --------- |
| Goud   | Henk van der Veerdonk | 15.44,4   |
| Zilver | F. Verhoeks           | 15.50,6   |
| Brons  | H. Geusebroek         | 15.50,6   |

### 10.000 m
| rang   | atleet           | prestatie |
| ------ | ---------------- | --------- |
| Goud   | Jef Lataster     | 33.51,6   |
| Zilver | Jan van Ginkel   | 34.14,8   |
| Brons  | J. van der Voort | 34.45,6   |

### 110 m horden/80 m horden
| rang   | atleet                | prestatie |
| ------ | --------------------- | --------- |
| Goud   | Gerard Brocken        | 15,8 s    |
| Zilver | Gerrit van der Hoeven | 16,1 s    |
| Brons  | Peter Nederhand       | 16,2 s    |

| rang   | atlete                     | prestatie     |
| ------ | -------------------------- | ------------- |
| Goud   | Fanny Blankers-Koen        | 11,0 s ev. WR |
| Zilver | Willy Lust                 | 11,4 s        |
| Brons  | Gerda van der Kade-Koudijs | 12,0 s        |

### 200 m horden
| rang   | atleet         | prestatie |
| ------ | -------------- | --------- |
| Goud   | Frans Buys     | 24,7      |
| Zilver | G. Brocken     | 25,1      |
| Brons  | Kees Schuiling | 25,3      |

### 400 m horden
| rang   | atleet      | prestatie |
| ------ | ----------- | --------- |
| Goud   | Frans Buijs | 56,1 s    |
| Zilver | J. Dukker   | 57,2 s    |
| Brons  | L. Vlamings | 57,2 s    |

### 3000 m steeplechase
| rang   | atleet        | prestatie |
| ------ | ------------- | --------- |
| Goud   | Hans Huizinga | 9.48,6    |
| Zilver | Jaap Bijlsma  | 10.16,3   |
| Brons  | Wim van Ede   | 10.24,6   |

### Verspringen
| rang   | atleet            | prestatie |
| ------ | ----------------- | --------- |
| Goud   | Henk Visser       | 7,57 m    |
| Zilver | Tonny Mooij       | 7,17 m    |
| Brons  | Mees Naaktgeboren | 6,84½ m   |

| rang   | atlete                     | prestatie |
| ------ | -------------------------- | --------- |
| Goud   | Willy Lust                 | 5,42½ m   |
| Zilver | Gerda van der Kade-Koudijs | 5,40 m    |
| Brons  | Dini Broekman              | 5,24 m    |

### Hink-stap-springen
| rang   | atleet        | prestatie |
| ------ | ------------- | --------- |
| Goud   | Anne Lourens  | 13,69½ m  |
| Zilver | A. van Oosten | 13,68 m   |
| Brons  | Anne de Jong  | 13,63½ m  |

### Hoogspringen
| rang   | atleet            | prestatie |
| ------ | ----------------- | --------- |
| Goud   | J. van der Meulen | 1,81 m    |
| Zilver | Jan Romp          | 1,80 m    |
| Brons  | R. Vernie         | 1,76 m    |

| rang   | atlete          | prestatie |
| ------ | --------------- | --------- |
| Goud   | Dini Hilbrandie | 1,53½ m   |
| Zilver | Netty Molenkamp | 1,48½ m   |
| Brons  | Jo Kulker       | 1,43½ m   |

### Polsstokhoogspringen
| rang   | atleet          | prestatie |
| ------ | --------------- | --------- |
| Goud   | Cor Lamoree     | 3,70 m    |
| Zilver | H.J. Hofmeester | 3,60 m    |
| Brons  | Mart Swart      | 3,50 m    |

### Kogelstoten
| rang   | atleet        | prestatie |
| ------ | ------------- | --------- |
| Goud   | Lei Derichs   | 13,81 m   |
| Zilver | B. Demmink    | 13,50 m   |
| Brons  | J. van Bommel | 12,17 m   |

| rang   | atlete                 | prestatie |
| ------ | ---------------------- | --------- |
| Goud   | Ans Panhorst-Niesink   | 11,75½ m  |
| Zilver | Jo van Schouwen-Cramer | 11,49 m   |
| Brons  | Petra Pafort-Ulder     | 10,71 m   |

### Discuswerpen
| rang   | atleet       | prestatie |
| ------ | ------------ | --------- |
| Goud   | Lei Derichs  | 43,85 m   |
| Zilver | Chris Postma | 42,71 m   |
| Brons  | Ben Rebel    | 41,19 m   |

| rang   | atlete               | prestatie |
| ------ | -------------------- | --------- |
| Goud   | Ans Panhorst-Niesink | 39,50½ m  |
| Zilver | Cor Aafjes           | 37,84 m   |
| Brons  | Petra Pafort-Ulder   | 35,45 m   |

### Speerwerpen
| rang   | atleet       | prestatie |
| ------ | ------------ | --------- |
| Goud   | Joop Fikkert | 60,90 m   |
| Zilver | J. Ros       | 58,11 m   |
| Brons  | J. Bakker    | 56,50 m   |

| rang   | atlete            | prestatie |
| ------ | ----------------- | --------- |
| Goud   | Ans Koning        | 37,58 m   |
| Zilver | P. van der Stap   | 34,60 m   |
| Brons  | Fabie Snel-Muller | 34,20 m   |

### Kogelslingeren
| rang   | atleet          | prestatie |
| ------ | --------------- | --------- |
| Goud   | Hans Houtzager  | 48,70½ m  |
| Zilver | Aad de Bruyn    | 48,60 m   |
| Brons  | T. van der Maat | 47,82 m   |

### Tienkamp/Vijfkamp
| rang   | atleet                | prestatie |
| ------ | --------------------- | --------- |
| Goud   | Gerrit van der Hoeven | 4943½ p   |
| Zilver | L. Vlamings           | 4551½ p   |
| Brons  | J. Klip               | 4232½ p   |

| rang   | atlete              | prestatie |
| ------ | ------------------- | --------- |
| Goud   | Loes van der Meyden | 2537 p    |
| Zilver | W. van Weteringen   | 2410½ p   |
| Brons  | T. Bindsbergen      | 2384 p    |

### Marathon
| rang   | atleet              | prestatie      |
| ------ | ------------------- | -------------- |
| Goud   | Janus van der Zande | 2:39.37,0 N.R. |
| Zilver | C.J. de Koning      | 2:46.21,0      |
| Brons  | H. Westerhof        | 2:53.00,0      |

1904 · 
1908 · 
1909 · 
1910 · 
1911 · 
1912 · 
1913 · 
1914 · 
1915 · 
1917 · 
1918 · 
1919 · 
1920 · 
1921 · 
1922 · 
1923 · 
1924 · 
1925 · 
1926 · 
1927 · 
1928 · 
1929 · 
1930 · 
1931 · 
1932 · 
1933 · 
1934 · 
1935 · 
1936 · 
1937 · 
1938 · 
1939 · 
1940 · 
1941 · 
1942 · 
1943 · 
1944 · 
1946 · 
1947 · 
1948 · 
1949 · 
1950 · 
1951 · 
1952 · 
1953 · 
1954 · 
1955 · 
1956 · 
1957 · 
1958 · 
1959 · 
1960 · 
1961 · 
1962 · 
1963 · 
1964 · 
1965 · 
1966 · 
1967 · 
1968 · 
1969 · 
1970 · 
1971 · 
1972 · 
1973 · 
1974 · 
1975 · 
1976 · 
1977 · 
1978 · 
1979 · 
1980 · 
1981 · 
1982 · 
1983 · 
1984 · 
1985 · 
1986 · 
1987 · 
1988 · 
1989 · 
1990 · 
1991 · 
1992 · 
1993 · 
1994 · 
1995 · 
1996 · 
1997 · 
1998 · 
1999 · 
2000 · 
2001 · 
2002 · 
2003 · 
2004 · 
2005 · 
2006 · 
2007 · 
2008 · 
2009 · 
2010 · 
2011 · 
2012 · 
2013 · 
2014 · 
2015 · 
2016 ·
2017 ·
2018 ·
2019 ·
2020 ·
2021 ·
2022 ·
2023 ·
2024 ·
2025